# 180e division de fusiliers motorisés
Pour les articles homonymes, voir 180e division.
La 180e division de fusiliers motorisés est une division d'infanterie mécanisée de l'Armée soviétique.
Formée en juin 1942 sous le nom de 180e division de fusiliers, elle combat pendant la Seconde Guerre mondiale contre les Allemands.
La division devint brièvement la 14e division de fusiliers en 1955, puis la 88e division de fusiliers motorisés en 1957, mais redevient la 180e division de fusiliers motorisés en 1965 et resta sous ce titre jusque dans les années 1990. Après 1992, elle est devenue la 27e brigade mécanisée ukrainienne, elle-même dissoute en 2004.

## Historique
La division est créée à Tcherepovets en juin 1942 à partir de la 41e brigade de fusiliers. Elle combat à Kiev, Târgu Frumos et Budapest. La division fait partie de la 53e armée du 2e front ukrainien en mai 1945. Pendant la guerre, la division a reçu le titre honorifique de Kiev pour ses actions lors de la prise de Kiev en 1943. Elle a également reçu l'Ordre du Drapeau rouge, l'Ordre de Souvorov 2e classe et l'Ordre de Koutouzov 2e classe.
En 1955, elle devient la 14e division de fusiliers puis le 17 mai 1957 est renumérotée 88e division de fusiliers motorisés. Casernée à Bilhorod-Dnistrovskyï, elle fait partie de la 14e armée.
Le 17 novembre 1964, la 88e division de fusiliers motorisés devient la 180e division de fusiliers motorisés, reprenant sa numérotation de la Seconde Guerre mondiale. En 1967, la 14e armée devient la 14e armée de la Garde. Pendant la guerre froide, la division a été maintenue à 16% de force. Le 1er décembre 1989, la division reçoit l'ordre de devenir la 5775e base de stockage d'armes et d'équipements, mais cela semble avoir été reporté à au moins 1991. En 1990, les données du traité FCE montraient que la division disposait de 61 chars T-64, 13 chars T-54 et 12 lance-roquettes multiples BM-21 Grad, entre autres équipements. En janvier 1992, l'unité passe au service de l'Ukraine devenue indépendante.
Elle devient la 27e brigade mécanisée séparée et est subordonnée à la 1re division aéromobile (en). La brigade a été dissoute en 2004.